# Климат Южно-Сахалинска
Климат Южно-Сахалинска умеренный муссонный.
Средняя температура августа: 17,3 °C. Абсолютный максимум температуры: +34,7 °C (зарегистрирован 9 августа 1999 года). 
Средняя температура января: −12,2 °C. Абсолютный минимум температуры: −36,2 °C (зарегистрирован в январе 1961 года). Число дней с туманами относительно невелико (менее 30 в год).

## Общая характеристика
| Среднесуточная температура земной поверхности | Среднесуточная температура земной поверхности | Среднесуточная температура земной поверхности | Среднесуточная температура земной поверхности | Среднесуточная температура земной поверхности | Среднесуточная температура земной поверхности | Среднесуточная температура земной поверхности | Среднесуточная температура земной поверхности | Среднесуточная температура земной поверхности | Среднесуточная температура земной поверхности | Среднесуточная температура земной поверхности | Среднесуточная температура земной поверхности | Среднесуточная температура земной поверхности |                                   |
| Янв                                           | Фев                                           | Мар                                           | Апр                                           | Май                                           | Июн                                           | Июл                                           | Авг                                           | Сен                                           | Окт                                           | Ноя                                           | Дек                                           | Год                                           |                                   |
| −6,7 °C                                       | −7,6 °C                                       | −3,1 °C                                       | 2,4 °C                                        | 7,1 °C                                        | 12,2 °C                                       | 16,2 °C                                       | 18,0 °C                                       | 14,9 °C                                       | 9,2 °C                                        | 2,4 °C                                        | −3,6 °C                                       | 5,2 °C                                        |                                   |
| Солнечное сияние, часов за месяц.             | Солнечное сияние, часов за месяц.             | Солнечное сияние, часов за месяц.             | Солнечное сияние, часов за месяц.             | Солнечное сияние, часов за месяц.             | Солнечное сияние, часов за месяц.             | Солнечное сияние, часов за месяц.             | Солнечное сияние, часов за месяц.             | Солнечное сияние, часов за месяц.             | Солнечное сияние, часов за месяц.             | Солнечное сияние, часов за месяц.             | Солнечное сияние, часов за месяц.             | Солнечное сияние, часов за месяц.             | Солнечное сияние, часов за месяц. |
| Янв                                           | Фев                                           | Мар                                           | Апр                                           | Май                                           | Июн                                           | Июл                                           | Авг                                           | Сен                                           | Окт                                           | Ноя                                           | Дек                                           | Год                                           |                                   |
| 130                                           | 155                                           | 180                                           | 192                                           | 198                                           | 198                                           | 164                                           | 149                                           | 186                                           | 161                                           | 117                                           | 102                                           | 1933                                          |                                   |
| Сумма солнечной радиации, кВтч/м²             | Сумма солнечной радиации, кВтч/м²             | Сумма солнечной радиации, кВтч/м²             | Сумма солнечной радиации, кВтч/м²             | Сумма солнечной радиации, кВтч/м²             | Сумма солнечной радиации, кВтч/м²             | Сумма солнечной радиации, кВтч/м²             | Сумма солнечной радиации, кВтч/м²             | Сумма солнечной радиации, кВтч/м²             | Сумма солнечной радиации, кВтч/м²             | Сумма солнечной радиации, кВтч/м²             | Сумма солнечной радиации, кВтч/м²             | Сумма солнечной радиации, кВтч/м²             |                                   |
| Янв                                           | Фев                                           | Мар                                           | Апр                                           | Май                                           | Июн                                           | Июл                                           | Авг                                           | Сен                                           | Окт                                           | Ноя                                           | Дек                                           | Год                                           |                                   |
| 51,5                                          | 76,6                                          | 121,8                                         | 138,9                                         | 155,0                                         | 161,1                                         | 146,3                                         | 126,5                                         | 108,0                                         | 75,6                                          | 46,8                                          | 39,7                                          | 1247,8                                        |                                   |
| --------------------------------------------- | --------------------------------------------- | --------------------------------------------- | --------------------------------------------- | --------------------------------------------- | --------------------------------------------- | --------------------------------------------- | --------------------------------------------- | --------------------------------------------- | --------------------------------------------- | --------------------------------------------- | --------------------------------------------- | --------------------------------------------- | --------------------------------- |

## Зима
В зимний период в Южно-Сахалинске господствует сухой и морозный континентальный воздух, который, однако, немного увлажняется окружающими Сахалин морями.
В течение зимы в городе преобладает ясная морозная погода. Осадки выпадают в виде снега. Но в отдельные годы возможны смешанные осадки и даже дождь. Нередко случаются метели и снежные заносы, приводящие к остановке транспорта и прекращению работ. Максимум метелей приходится на январь и февраль.
Оттепели в городе могут наблюдаться в любой зимний месяц. Типичная их продолжительность 1—2 дня.
Зима длится, как правило, с середины ноября до начала апреля.

## Весна
Весна начинается в начале апреля и длится до середины июня. Для весны характерно частое чередование потеплений и похолоданий. Среднесуточная температура переходит отметку в 0 °C в начале апреля, отметку в 5 °C — в начале мая, а отметку в 10 °C — в начале июня. Заморозки возможны до конца мая — начала июня. Иногда уже в мае температура поднимается до 25-30°С.

## Лето
Летняя погода устанавливается в середине июня — начале июля. Как правило, она неустойчива.
Лето влажное, душное. На лето, особенно на июль, приходится большое количество сильных дождей и ливней, которые приносятся с тайфунами, циклонами и фронтальными разделами. Несмотря на прохладное по нормам лето, температура часто поднимается выше 25 °С, а в отдельные дни она может превышать 30 °С, достигая отметок в 32-35°С в отдельные годы.

## Осень
Осень в Южно-Сахалинске наступает во второй декаде сентября и характеризуется ясной, сухой и относительно тёплой погодой. Начало осени ещё очень тёплое с дневными температурными значениями до +27,6 °С. В начале октября средняя температура опускается ниже 10 °C, а в конце октября — ниже 5 °C.
Первые заморозки в воздухе случаются в начале октября (самые ранние возможны с 13 сентября). Туманы осенью редки. Снежный покров устанавливается в конце ноября, но в отдельные годы он может появляться со второй половины октября или же только в конце декабря.

## Климатограмма
| Показатель                    | Янв.  | Фев.  | Март  | Апр.  | Май  | Июнь | Июль | Авг. | Сен. | Окт.  | Нояб. | Дек.  | Год   |
| ----------------------------- | ----- | ----- | ----- | ----- | ---- | ---- | ---- | ---- | ---- | ----- | ----- | ----- | ----- |
| Абсолютный максимум, °C       | 4,3   | 7,1   | 13,0  | 22,9  | 29,6 | 30,8 | 34,4 | 34,7 | 29,0 | 23,5  | 18,1  | 9,0   | 34,7  |
| Средний суточный максимум, °C | −6,7  | −5,3  | −0,3  | 6,9   | 13,4 | 17,7 | 20,8 | 22,4 | 19,0 | 12,3  | 3,2   | −3,7  | 8,3   |
| Средняя температура, °C       | −12,2 | −11,7 | −5,6  | 1,7   | 7,2  | 11,7 | 15,5 | 17,3 | 13,2 | 6,5   | −1,5  | −8,6  | 2,8   |
| Средний суточный минимум, °C  | −17,3 | −17,6 | −10,8 | −2,4  | 2,5  | 7,4  | 12,0 | 13,6 | 8,4  | 1,7   | −5,6  | −13,3 | −1,8  |
| Абсолютный минимум, °C        | −36,2 | −34,8 | −30,5 | −25,2 | −6,2 | −2,1 | 1,3  | 3,6  | −4,2 | −11,8 | −25,7 | −33,5 | −36,2 |
| Норма осадков, мм             | 50    | 36    | 49    | 59    | 66   | 51   | 82   | 111  | 115  | 101   | 81    | 64    | 864   |
| Источник: Погода и Климат     |       |       |       |       |      |      |      |      |      |       |       |       |       |

| Показатель                    | Янв.  | Фев.  | Март  | Апр.  | Май  | Июнь | Июль | Авг. | Сен. | Окт. | Нояб. | Дек.  | Год   |
| ----------------------------- | ----- | ----- | ----- | ----- | ---- | ---- | ---- | ---- | ---- | ---- | ----- | ----- | ----- |
| Абсолютный максимум, °C       | 4,3   | 7,1   | 10,0  | 22,9  | 29,6 | 30,8 | 30,2 | 32,5 | 29,0 | 22,8 | 17,5  | 7,4   | 32,5  |
| Средний суточный максимум, °C | −6,4  | −5,2  | 1,2   | 6,8   | 12,3 | 17,9 | 22,2 | 24,0 | 20,0 | 13,0 | 5,1   | −1,8  | 8,8   |
| Средняя температура, °C       | −11,8 | −11,3 | −5,3  | 1,6   | 6,8  | 12,6 | 16,3 | 18,3 | 14,1 | 6,7  | −0,3  | −7,8  | 3,3   |
| Средний суточный минимум, °C  | −17,2 | −17,4 | −9,4  | −2,6  | 2,5  | 8,8  | 11,8 | 14,4 | 10,1 | 2,3  | −3,8  | −11,4 | −1,1  |
| Абсолютный минимум, °C        | −29,6 | −29   | −25,3 | −14,5 | −4,5 | 1,4  | 3,5  | 4,1  | −1,2 | −4,3 | −18,7 | −23,1 | −29,6 |
| Источник: Погода и Климат     |       |       |       |       |      |      |      |      |      |      |       |       |       |

| Максимальная и минимальная среднемесячная температура | Максимальная и минимальная среднемесячная температура | Максимальная и минимальная среднемесячная температура | Максимальная и минимальная среднемесячная температура | Максимальная и минимальная среднемесячная температура | Максимальная и минимальная среднемесячная температура | Максимальная и минимальная среднемесячная температура | Максимальная и минимальная среднемесячная температура | Максимальная и минимальная среднемесячная температура | Максимальная и минимальная среднемесячная температура | Максимальная и минимальная среднемесячная температура | Максимальная и минимальная среднемесячная температура | Максимальная и минимальная среднемесячная температура |
| Месяц                                                 | Янв                                                   | Фев                                                   | Мар                                                   | Апр                                                   | Май                                                   | Июн                                                   | Июл                                                   | Авг                                                   | Сен                                                   | Окт                                                   | Ноя                                                   | Дек                                                   |
| Самый тёплый, °C                                      | −6,3 (1991)                                           | −6,1 (2015)                                           | −0,9 (2015)                                           | 3,8 (1972)                                            | 10,5 (2019)                                           | 15,5 (2010)                                           | 20,3 (2021)                                           | 20,1 (2010)                                           | 16,2 (2023)                                           | 9,1 (1990)                                            | 1,5 (1990)                                            | −3,4 (1990)                                           |
| Самый холодный, °C                                    | −17,6 (1954)                                          | −16,7 (2001)                                          | −10,2 (1949)                                          | −1,2 (1949)                                           | 4,6 (1945)                                            | 7,7 (1983)                                            | 12,4 (1956)                                           | 13,8 (2002)                                           | 11,0 (1964)                                           | 3,6 (1986)                                            | −7,3 (1953)                                           | −15,6 (1952)                                          |
| ----------------------------------------------------- | ----------------------------------------------------- | ----------------------------------------------------- | ----------------------------------------------------- | ----------------------------------------------------- | ----------------------------------------------------- | ----------------------------------------------------- | ----------------------------------------------------- | ----------------------------------------------------- | ----------------------------------------------------- | ----------------------------------------------------- | ----------------------------------------------------- | ----------------------------------------------------- |

| Температура воды | Температура воды | Температура воды | Температура воды | Температура воды | Температура воды | Температура воды | Температура воды | Температура воды | Температура воды | Температура воды | Температура воды | Температура воды |
| Янв              | Фев              | Мар              | Апр              | Май              | Июн              | Июл              | Авг              | Сен              | Окт              | Ноя              | Дек              | Год              |
| ---------------- | ---------------- | ---------------- | ---------------- | ---------------- | ---------------- | ---------------- | ---------------- | ---------------- | ---------------- | ---------------- | ---------------- | ---------------- |
| 0 °C             | 0 °C             | 0 °C             | 1 °C             | 4 °C             | 10 °C            | 14 °C            | 17 °C            | 16 °C            | 11 °C            | 6 °C             | 1 °C             | 7 °C             |

| Ветер, м/с | Ветер, м/с | Ветер, м/с | Ветер, м/с | Ветер, м/с | Ветер, м/с | Ветер, м/с | Ветер, м/с | Ветер, м/с | Ветер, м/с | Ветер, м/с | Ветер, м/с | Ветер, м/с |
| Янв        | Фев        | Мар        | Апр        | Май        | Июн        | Июл        | Авг        | Сен        | Окт        | Ноя        | Дек        | Год        |
| ---------- | ---------- | ---------- | ---------- | ---------- | ---------- | ---------- | ---------- | ---------- | ---------- | ---------- | ---------- | ---------- |
| 2.6        | 2.5        | 2.7        | 2.9        | 3.2        | 2.8        | 2.5        | 2.3        | 2.1        | 2.3        | 2.2        | 2.2        | 2.5        |

| Влажность воздуха, % | Влажность воздуха, % | Влажность воздуха, % | Влажность воздуха, % | Влажность воздуха, % | Влажность воздуха, % | Влажность воздуха, % | Влажность воздуха, % | Влажность воздуха, % | Влажность воздуха, % | Влажность воздуха, % | Влажность воздуха, % | Влажность воздуха, % | Влажность воздуха, % |
| Янв                  | Фев                  | Мар                  | Апр                  | Май                  | Июн                  | Июл                  | Авг                  | Сен                  | Окт                  | Ноя                  | Дек                  | Год                  |                      |
| -------------------- | -------------------- | -------------------- | -------------------- | -------------------- | -------------------- | -------------------- | -------------------- | -------------------- | -------------------- | -------------------- | -------------------- | -------------------- | -------------------- |
| 83                   | 81                   | 78                   | 76                   | 77                   | 83                   | 86                   | 86                   | 83                   | 80                   | 81                   | 83                   | 82                   |                      |

| Повторяемость различных видов облаков, % | Повторяемость различных видов облаков, % | Повторяемость различных видов облаков, % | Повторяемость различных видов облаков, % | Повторяемость различных видов облаков, % | Повторяемость различных видов облаков, % | Повторяемость различных видов облаков, % | Повторяемость различных видов облаков, % | Повторяемость различных видов облаков, % | Повторяемость различных видов облаков, % | Повторяемость различных видов облаков, % | Повторяемость различных видов облаков, % | Повторяемость различных видов облаков, % |     |
| Вид облаков                              | Янв                                      | Фев                                      | Мар                                      | Апр                                      | Май                                      | Июн                                      | Июл                                      | Авг                                      | Сен                                      | Окт                                      | Ноя                                      | Дек                                      | Год |
| ---------------------------------------- | ---------------------------------------- | ---------------------------------------- | ---------------------------------------- | ---------------------------------------- | ---------------------------------------- | ---------------------------------------- | ---------------------------------------- | ---------------------------------------- | ---------------------------------------- | ---------------------------------------- | ---------------------------------------- | ---------------------------------------- | --- |
| Ci                                       | 18                                       | 21                                       | 21                                       | 23                                       | 25                                       | 23                                       | 19                                       | 19                                       | 20                                       | 17                                       | 15                                       | 16                                       | 20  |
| Сс                                       | 1                                        | 1                                        | 1                                        | 1                                        | 2                                        | 1                                        | 2                                        | 2                                        | 1                                        | 1                                        | 0.7                                      | 0.7                                      | 1   |
| Cs                                       | 2                                        | 4                                        | 4                                        | 4                                        | 4                                        | 2                                        | 1                                        | 1                                        | 2                                        | 2                                        | 2                                        | 2                                        | 3   |
| Ac                                       | 19                                       | 18                                       | 18                                       | 20                                       | 22                                       | 22                                       | 21                                       | 22                                       | 22                                       | 20                                       | 18                                       | 20                                       | 20  |
| As                                       | 2                                        | 3                                        | 4                                        | 5                                        | 5                                        | 4                                        | 3                                        | 3                                        | 3                                        | 3                                        | 3                                        | 2                                        | 3   |
| Cu                                       | 4                                        | 5                                        | 7                                        | 6                                        | 7                                        | 7                                        | 7                                        | 9                                        | 11                                       | 8                                        | 4                                        | 4                                        | 7   |
| Cb                                       | 53                                       | 49                                       | 50                                       | 41                                       | 36                                       | 32                                       | 38                                       | 43                                       | 44                                       | 46                                       | 57                                       | 60                                       | 46  |
| Sc                                       | 6                                        | 6                                        | 7                                        | 9                                        | 10                                       | 10                                       | 9                                        | 9                                        | 10                                       | 13                                       | 11                                       | 8                                        | 9   |
| Ns                                       | 8                                        | 7                                        | 8                                        | 9                                        | 8                                        | 8                                        | 8                                        | 8                                        | 8                                        | 8                                        | 8                                        | 9                                        | 8   |
| St                                       | 0.2                                      | 0.5                                      | 2                                        | 6                                        | 12                                       | 21                                       | 25                                       | 17                                       | 7                                        | 3                                        | 2                                        | 0.6                                      | 8   |
| Fn                                       | 0.4                                      | 0.6                                      | 1                                        | 1                                        | 2                                        | 2                                        | 2                                        | 2                                        | 1                                        | 0.7                                      | 0.6                                      | 0.3                                      | 1   |
| ?                                        | 1                                        | 0.9                                      | 1                                        | 2                                        | 3                                        | 4                                        | 4                                        | 4                                        | 2                                        | 2                                        | 0.5                                      | 0.6                                      | 2   |

| Число дней с различными явлениями | Число дней с различными явлениями | Число дней с различными явлениями | Число дней с различными явлениями | Число дней с различными явлениями | Число дней с различными явлениями | Число дней с различными явлениями | Число дней с различными явлениями | Число дней с различными явлениями | Число дней с различными явлениями | Число дней с различными явлениями | Число дней с различными явлениями | Число дней с различными явлениями |      |
| Явление                           | Янв                               | Фев                               | Мар                               | Апр                               | Май                               | Июн                               | Июл                               | Авг                               | Сен                               | Окт                               | Ноя                               | Дек                               | Год  |
| --------------------------------- | --------------------------------- | --------------------------------- | --------------------------------- | --------------------------------- | --------------------------------- | --------------------------------- | --------------------------------- | --------------------------------- | --------------------------------- | --------------------------------- | --------------------------------- | --------------------------------- | ---- |
| Дождь                             | 0.3                               | 0.4                               | 2                                 | 9                                 | 17                                | 17                                | 20                                | 19                                | 19                                | 18                                | 9                                 | 2                                 | 133  |
| Снег*                             | 25                                | 24                                | 24                                | 13                                | 3                                 | 0                                 | 0                                 | 0                                 | 0                                 | 4                                 | 20                                | 26                                | 139  |
| Туман                             | 3                                 | 3                                 | 3                                 | 4                                 | 6                                 | 8                                 | 9                                 | 8                                 | 9                                 | 5                                 | 2                                 | 2                                 | 62   |
| Мгла                              | 12                                | 11                                | 6                                 | 2                                 | 2                                 | 1                                 | 0.2                               | 0.2                               | 0.3                               | 2                                 | 6                                 | 10                                | 53   |
| Гроза                             | 0.03                              | 0                                 | 0.1                               | 0                                 | 0.2                               | 1                                 | 1                                 | 1                                 | 2                                 | 1                                 | 0.2                               | 0.3                               | 7    |
| Метель                            | 9                                 | 8                                 | 5                                 | 0                                 | 0                                 | 0                                 | 0                                 | 0                                 | 0                                 | 0                                 | 1                                 | 4                                 | 28   |
| Гололёд                           | 0.3                               | 0.1                               | 0.1                               | 0.1                               | 0                                 | 0                                 | 0                                 | 0                                 | 0                                 | 0                                 | 0                                 | 0.3                               | 0.4  |
| Изморозь                          | 0                                 | 0                                 | 0.03                              | 0                                 | 0                                 | 0                                 | 0                                 | 0                                 | 0                                 | 0                                 | 0                                 | 0.1                               | 0.13 |
| Налипание мокрого снега           | 0                                 | 0                                 | 0.03                              | 0                                 | 0                                 | 0                                 | 0                                 | 0                                 | 0                                 | 0                                 | 0.1                               | 0.1                               | 0.23 |
| Сложное отл.                      | 0                                 | 0                                 | 0.03                              | 0                                 | 0                                 | 0                                 | 0                                 | 0                                 | 0                                 | 0                                 | 0                                 | 0                                 | 0.03 |

- — град принимается как снег.

## Изменение климата
| Показатель                                          | Янв.  | Фев.  | Март | Апр. | Май | Июнь | Июль | Авг. | Сен. | Окт. | Нояб. | Дек. | Год |
| --------------------------------------------------- | ----- | ----- | ---- | ---- | --- | ---- | ---- | ---- | ---- | ---- | ----- | ---- | --- |
| Средняя температура, °C                             | −12,8 | −11,9 | −5,8 | 1,7  | 6,9 | 11,5 | 15,8 | 17,1 | 13,2 | 6,1  | −1,9  | −8,7 | 2,6 |
| Норма осадков, мм                                   | 48    | 44    | 42   | 58   | 70  | 54   | 87   | 105  | 107  | 98   | 81    | 63   | 857 |
| Источник: «Погода и климат» (данные заархивированы) |       |       |      |      |     |      |      |      |      |      |       |      |     |

Существуют три различных агрегатных состояний воды: твердое (лед), жидкое (вода) и газообразное (например, невидимый водяной пар находится в окружающем нас воздухе). Различные агрегатные состояния существуют у каждого вещества.
| Показатель                  | Янв.  | Фев.  | Март | Апр. | Май | Июнь | Июль | Авг. | Сен. | Окт. | Нояб. | Дек. | Год |
| --------------------------- | ----- | ----- | ---- | ---- | --- | ---- | ---- | ---- | ---- | ---- | ----- | ---- | --- |
| Средняя температура, °C     | −12,2 | −11,6 | −5,6 | 1,7  | 6,9 | 11,7 | 15,5 | 17,3 | 13,2 | 6,5  | −1,6  | −8,6 | 2,8 |
| Норма осадков, мм           | 49    | 37    | 49   | 59   | 67  | 51   | 83   | 110  | 114  | 99   | 81    | 62   | 861 |
| Источник: «Погода и климат» |       |       |      |      |     |      |      |      |      |      |       |      |     |

| Показатель                  | Янв.  | Фев.  | Март | Апр. | Май | Июнь | Июль | Авг. | Сен. | Окт. | Нояб. | Дек. | Год |
| --------------------------- | ----- | ----- | ---- | ---- | --- | ---- | ---- | ---- | ---- | ---- | ----- | ---- | --- |
| Средняя температура, °C     | −11,8 | −11,3 | −5,3 | 1,6  | 6,8 | 12,6 | 16,3 | 18,3 | 14,1 | 6,7  | −0,3  | −7,8 | 3,3 |
| Норма осадков, мм           | 62    | 36    | 57   | 55   | 62  | 49   | 80   | 94   | 118  | 96   | 87    | 66   | 776 |
| Источник: «Погода и климат» |       |       |      |      |     |      |      |      |      |      |       |      |     |

| Среднемесячная температура последних лет | Среднемесячная температура последних лет | Среднемесячная температура последних лет | Среднемесячная температура последних лет | Среднемесячная температура последних лет | Среднемесячная температура последних лет | Среднемесячная температура последних лет | Среднемесячная температура последних лет | Среднемесячная температура последних лет | Среднемесячная температура последних лет | Среднемесячная температура последних лет | Среднемесячная температура последних лет | Среднемесячная температура последних лет | Среднемесячная температура последних лет |
| Месяц                                    | Янв                                      | Фев                                      | Мар                                      | Апр                                      | Май                                      | Июн                                      | Июл                                      | Авг                                      | Сен                                      | Окт                                      | Ноя                                      | Дек                                      | Год                                      |
| 2001 год, °C                             | −13,7                                    | −16,8                                    | −6,3                                     | 1,8                                      | 7,2                                      | 11,7                                     | 16,0                                     | 16,6                                     | 11,6                                     | 5,9                                      | −1,7                                     | −11,5                                    | 1,7                                      |
| 2002 год, °C                             | −9,8                                     | −8,3                                     | −5,2                                     | 3,8                                      | 9,6                                      | 11,1                                     | 14,1                                     | 13,8                                     | 13,1                                     | 6,6                                      | −1,7                                     | −12,4                                    | 2,9                                      |
| 2003 год, °C                             | −12,9                                    | −13,5                                    | −5,4                                     | 3,0                                      | 8,2                                      | 13,0                                     | 13,3                                     | 16,5                                     | 13,1                                     | 7,2                                      | 0,9                                      | −8,7                                     | 2,9                                      |
| 2004 год, °C                             | −11,9                                    | −10,7                                    | −5,1                                     | 1,4                                      | 8,5                                      | 13,2                                     | 15,9                                     | 17,0                                     | 14,4                                     | 6,7                                      | 0,9                                      | −8,8                                     | 3,5                                      |
| 2005 год, °C                             | −12,1                                    | −11,7                                    | −5,4                                     | 0,6                                      | 5,0                                      | 13,7                                     | 15,8                                     | 19,3                                     | 13,9                                     | 7,0                                      | 0,1                                      | −7,7                                     | 3,2                                      |
| 2006 год, °C                             | −12,2                                    | −11,6                                    | −5,4                                     | 0,0                                      | 7,5                                      | 11,0                                     | 16,7                                     | 20,0                                     | 14,2                                     | 6,4                                      | 0,2                                      | −9,8                                     | 3,1                                      |
| 2007 год, °C                             | −12,8                                    | −10,7                                    | −4,7                                     | 0,3                                      | 6,0                                      | 12,8                                     | 15,8                                     | 18,0                                     | 13,2                                     | 6,0                                      | −2,5                                     | −9,3                                     | 2,7                                      |
| 2008 год, °C                             | −14,2                                    | −11,8                                    | −1,9                                     | 3,1                                      | 6,7                                      | 11,8                                     | 16,5                                     | 16,6                                     | 14,1                                     | 6,9                                      | −1,5                                     | −5,4                                     | 3,4                                      |
| 2009 год, °C                             | −8,1                                     | −11,9                                    | −3,8                                     | 1,9                                      | 9,2                                      | 11,5                                     | 13,7                                     | 17,0                                     | 13,5                                     | 7,0                                      | −2,1                                     | −8,7                                     | 3,3                                      |
| 2010 год, °C                             | −9,1                                     | −11,3                                    | −7,1                                     | 0,8                                      | 6,0                                      | 15,5                                     | 16,5                                     | 20,1                                     | 14,3                                     | 6,5                                      | 0,4                                      | −5,4                                     | 4,0                                      |
| 2011 год, °C                             | −10,5                                    | −8,5                                     | −5,3                                     | 1,9                                      | 4,8                                      | 11,4                                     | 16,9                                     | 18,8                                     | 14,6                                     | 7,3                                      | 0,2                                      | −8,1                                     | 3,6                                      |
| 2012 год, °C                             | −12,0                                    | −15,1                                    | −7,6                                     | 1,7                                      | 7,1                                      | 12,0                                     | 16,4                                     | 18,3                                     | 16,0                                     | 7,2                                      | −0,1                                     | −9,7                                     | 2,9                                      |
| 2013 год, °C                             | −13,3                                    | −11,4                                    | −6,0                                     | 1,7                                      | 6,2                                      | 13,1                                     | 18,5                                     | 17,8                                     | 13,7                                     | 7,0                                      | 0,6                                      | −5,5                                     | 3,5                                      |
| 2014 год, °C                             | −14,3                                    | −10,0                                    | −5,6                                     | 2,8                                      | 7,5                                      | 12,7                                     | 17,0                                     | 18,3                                     | 13,2                                     | 6,0                                      | 0,4                                      | −7,7                                     | 3,4                                      |
| 2015 год, °C                             | −9,7                                     | −6,1                                     | −0,9                                     | 2,9                                      | 7,7                                      | 10,7                                     | 16,1                                     | 16,5                                     | 13,9                                     | 6,2                                      | −0,7                                     | −7,5                                     | 4,1                                      |
| 2016 год, °C                             | −12,9                                    | −12,9                                    | −4,9                                     | 1,6                                      | 9,6                                      | 11,6                                     | 16,2                                     | 19,4                                     | 12,8                                     | 4,5                                      | −4,9                                     | −9,6                                     | 2,5                                      |
| 2017 год, °C                             | −10,8                                    | −9,1                                     | −3,3                                     | 2,2                                      | 8,9                                      | 10,3                                     | 17,2                                     | 16,6                                     | 13,1                                     | 5,1                                      | −2,3                                     | −8,9                                     | 3,2                                      |
| 2018 год, °C                             | −11,0                                    | −12,9                                    | −4,5                                     | 2,7                                      | 8,3                                      | 10,6                                     | 15,3                                     | 16,5                                     | 13,3                                     | 7,6                                      | −0,3                                     | −8,3                                     | 3,1                                      |
| ---------------------------------------- | ---------------------------------------- | ---------------------------------------- | ---------------------------------------- | ---------------------------------------- | ---------------------------------------- | ---------------------------------------- | ---------------------------------------- | ---------------------------------------- | ---------------------------------------- | ---------------------------------------- | ---------------------------------------- | ---------------------------------------- | ---------------------------------------- |

## Крупнейшие климатические аномалии
- Необыкновенно тёплые осень и зима 1990-1991 годов. Было побито сразу 6 абсолютных месячных рекордов подряд (!) (сентября, октября, ноября, декабря, января и февраля). Такая крупная аномалия была связана с выносом тёплого воздуха из Китая и Японии под действием южных циклонов и антициклонов. Сентябрь был сухим и жарким, став самым тёплым за всю историю наблюдений, однако этот рекорд был перебит в 2012 году. В начале ноября воздух прогревался до +18°C, а на протяжении всей первой половины декабря температура стабильно держалась на уровне от +3°C до +7°C (даже по ночам было выше 0°C), отсутствовал снежный покров и наблюдались сильные дожди с порывистым ветром. Окончательно снежный покров установился только в последних числах месяца. Январь и февраль 1991 года также были очень тёплыми.
- Август 2005, 2006 и 2007 годов - жаркая погода с тропическими ливнями и температурами выше +30°C держалась в эти месяцы более двух недель, что очень нехарактерно для сахалинского климата.
- Март 2008 - ещё один рекордно тёплый месяц, К середине марта снег полностью растаял (на месяц раньше обычного), было побито около 10 суточных рекордов. Средняя температура месяца составила -1,9°C. [7]
- Лето 2010 года, как и в центральной России, выдалось аномально жарким. Июнь 2010 со средней температурой +15,5°C стал рекордно жарким.[8] Август повторил рекорд 1951 года со средней температурой +20,1°C.[9] Сам 2010 год стал самым тёплым за всю историю наблюдений на Сахалине. Однако этот рекорд был перекрыт в 2015 году.
- Засушливый, солнечный и жаркий июль 2013 года - впервые на Сахалине началась засуха, которая сопровождалась жаркой и безоблачной погодой. Был нанесен серьёзный ущерб сельскому хозяйству острова.
- Февраль 2015 года обновил абсолютный максимум - среднемесячная температура составила всего лишь -6,1°C, это на 5,6 градусов выше нормы. Предыдущий рекорд принадлежал 1994 году.
- Март 2015 вновь обновил экстремум - минус 0,9°C. В течение месяца температура воздуха неоднократно поднималась выше +10°C, что отмечалось впервые. Предыдущий абсолютный рекорд продержался всего 7 лет. Таким образом, в 2015 году установлено 2 рекорда подряд. 2015 год стал самым тёплым в истории города - среднегодовая температура составила +4,1°C. Предыдущий рекорд в +4,0°C принадлежал 2010 году.